# František Honorius z Trauttmansdorffu
Hrabě František Honorius z Trauttmansdorffu (německy Franz Ehrenreich von Trauttmansdorff, 21. ledna 1662, Totzenbach / Haspelwald - 8. března nebo 8. dubna 1719) byl rakouský šlechtic a diplomat.

## Život
František Honorius se narodil jako syn hraběte Adama Maxmiliána z Trauttmansdorffu (1621-1670) z dolnorakouského šlechtického rodu Trauttmansdorffů a jeho druhé manželky hraběnky Reginy Kateřiny (1626-1701), dcery hraběte Davida Ondřeje z Windisch-Graetze (1596-1636). První manželství jeho otce bylo s Engelburgis (4. srpna 1622 - 2. ledna 1648), dcerou Šimona Hagera z Allentsteigu.
Z jeho sourozenců jsou známy jménem následující osoby:
- Zikmund Jáchym z Trauttmansdorffu (1641, Totzenbach am Haspelwald - 1. dubna 1706, Benátky nebo Vídeň), komorník a polní maršál
- Hektor Siegfried z Trauttmansdorffu (25. ledna 1658 v Totzenbachu am Haspelwald - 1687).

V roce 1688  se oženil se svou sestřenicí Maxmilianou Kristýnou (1666-1730), dcerou Jiřího Zikmunda z Trauttmansdorff-Weinsbergu (1638-1702) a jeho manželky Renaty z Wildensteinu (1643-1708). Spolu měli dvě dcery a syna, z nichž jsou známi jménem:
- Max Josef Honorius z Trauttmansdorffu († 1760), jeho smrtí vyhasla linie Jana Hartmanna, která trvala pouhé čtyři generace.
- Marie Kajetána z Trauttmansdorffu (21. května 1697 - 6 října 1764), provdaná za Rudolfa III. z Wurmbrand-Stuppachu (1682–1731).

Jeho nevlastní syn z prvního manželství jeho manželky s Janem Jiřím z Herbersteinu (1660–1686) byl:
- Jan Maxmilián z Herbersteinu (15. února 1687 - března 1716), ženatý s Marií Josefou (1689–1767), dcerou politika Gundakara Tomáše ze Starhembergu (1663–1745).

### Kariéra

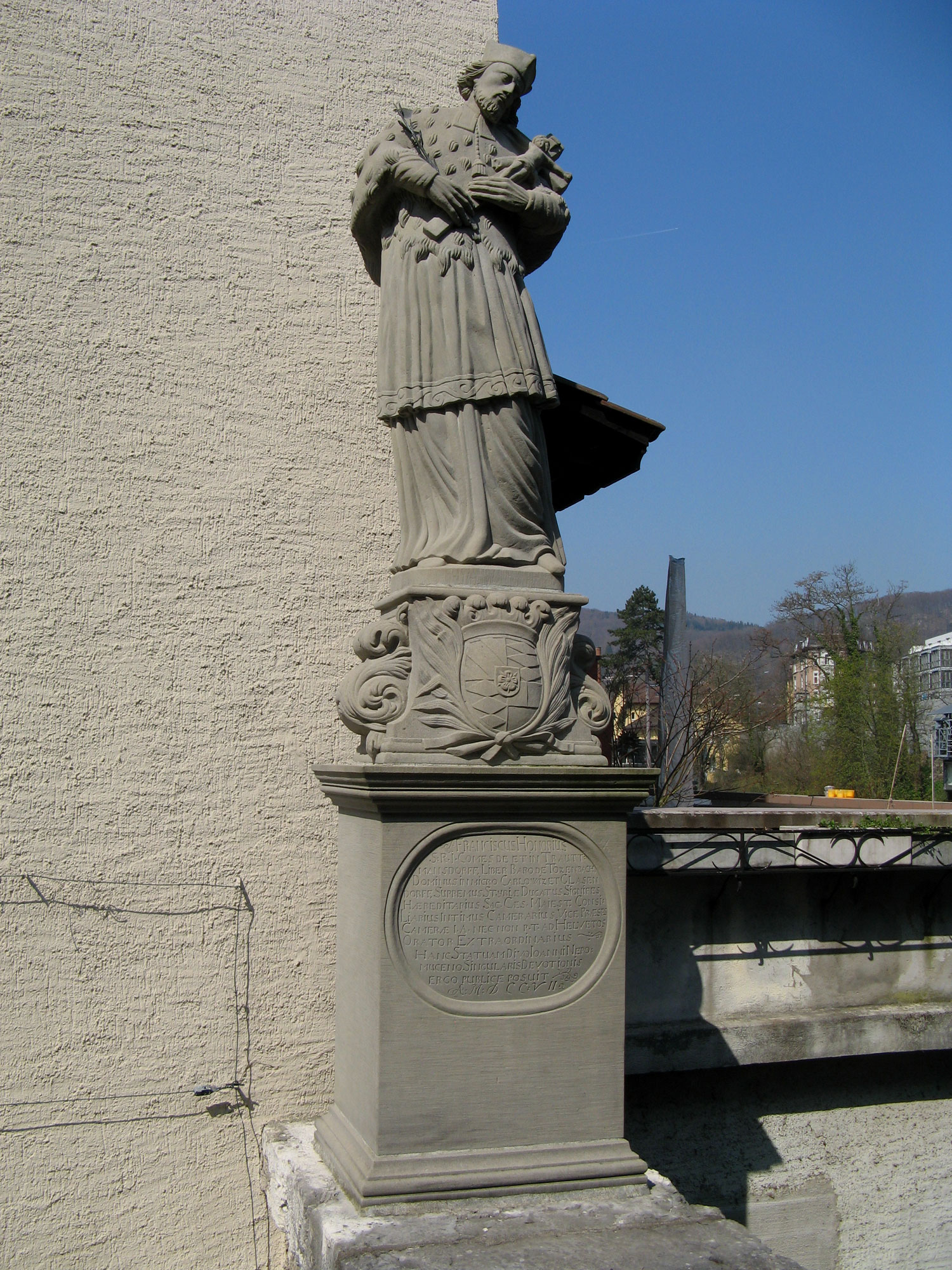
Socha Jana Nepomuckého na dřevěném mostě v Badenu

František Honorius z Trauttmansdorffu byl přijat do státních služeb jako rada dvorské komory Vnitřní Rakousko, stal se komorníkem a tajným radou ve vnitrorakouské vládě, od roku 1700 jejím místopředsedou a nakonec byl akreditován jako velvyslanec se zvláštními pravomocemi vídeňského dvora na švýcarském zemském sněmu se sídlem v Badenu.
V červnu 1701 navštívil opata benediktinského kláštera v Muri Plazida Zurlaubena a následně úspěšně lobboval u císaře Leopolda I., aby mu byl udělen titul knížete-opata.
V letech 1701 až 1705 také vedl intenzivní korespondenci s curyšským lékařem Johannem Jakobem Scheuchzerem, na jehož radu založil sbírku hornin. V roce 1702 mu věnoval spis Specimen litografiae helveticae. V této práci se doktor zabýval fosiliemi a spis lze považovat za výchozí bod pro jeho později formulovanou teorii potopy. Poté, co vztah s Johannem Jakobem Scheuchzerem ochladl, našel František Honorius dalšího švýcarského lékaře a přírodovědce Karla Nicolause Langeho, kterého mohl podporovat. Lange v předmluvě svého díla Historia Lapidum figuratorum Helvetiae poděkoval Františku Honoriovi z Trauttmansdorffu jako velkému mecenášovi umění a největšímu příteli litologických studií. 
Během svého pobytu v Badenu František Honorius z Trauttmansdorffu také diskutoval o kartografii s vyslancem Svatého stolce Domenicem Silviem Passioneim. 
Ve válce o španělské dědictví v letech 1701 až 1714 usiloval o švýcarskou neutralitu, ale měl menší úspěch než jeho francouzský protivník Roger Brulart de Puysieux (1640–1719), kterému se opakovaně podařilo získat švýcarské žoldnéřské jednotky pro krále Ludvíka XIV. V roce 1702 se Františku Honoriuovi podařilo smluvně zavázat erlachovský pluk k boji za Rakousko.
V roce 1703 se pokusil urovnat spor s Christophem Hochreutinerem při jednání v St. Gallenu.
Po porážce Francouzů císařskými vojsky a korunovaci Karla VI. španělským králem byl od roku 1704 František Honorius vyslancem také španělského habsburského dvora.
V letech 1709 a 1710, kdy kníže-opat Leodegar Bürgisser ze St. Gallenu bojoval s reformovanou církví, vznesl jménem císaře Josefa I. námitku proti tomu, aby se Toggenburgové zmocnili knížecích zámků Yberg, Schwarzenbach a Lüthyspurg. Postavil se na stranu knížete-opata, ale v roce 1712 nedokázal zabránit vypuknutí druhé villmergerské války. Než byl Baden obsazen bernským a curyšským vojskem, uprchl František Honorius do Waldshutu v Rakousku.
Po tomto neúspěchu se jako zmocněnec Karla VI. snažil o zlepšení reputace na bádenském mírovém kongresu v roce 1714, avšak roku 1715 byl povolán zpět do Vídně, mimo jiné proto, že sněm napříště zasedal ve Frauenfeldu, ale také proto, že ve svých dopisech Švýcarům František Honorius podněcoval národnostní nálady.
František Honorius z Trauttmansdorff byl horlivým vyznavačem svatého Jana Nepomuckého, který byl uctíván v Čechách, nikoli však ve Švýcarsku. Aktivně se snažil šířit nepomucenský kult ve Švýcarsku a Švábsku a v této souvislosti lze vysledovat čtyři sochy světce, které v této oblasti nechal vytvořit, včetně jedné před kostelem sv. Štěpána v Kostnici, další ve Villingenu. Především však druhá nejstarší socha Jana Nepomuckého ve Švýcarsku, postavená roku 1707 na dřevěném mostě přes Limmat v Badenu, která je ozdobena erbem Trauttmansdorffů a honosnou dedikační deskou.

### Závěr života a odkaz
František Honorius z Trauttmansdorff zemřel na jaře roku 1719.
V době jeho smrti obsahovala jeho knihovna přes 8 000 tištěných děl, více než 500 rukopisů a stovky map, čímž se stala jednou z nejrozsáhlejších knihoven v habsburské monarchii 17. a 18. století. 
Jeho legační zprávy a soudní korespondence jsou uložené v Rakouském státním archivu. 

## Spisy (výběr)
- Schreiben, welches Graff Trautmansdorff den 12. Aprilis 1702 an die sämmtlichen Cantons erlassen haben. 1702.
- Zwey Memorialien, Welche der Käyserliche Bottschaffter Herr Frantz Ehrenreich Graf und Herr zu Trautmannsdorff, bey wehrender Tag-Satzung in Baden übergeben haben. 1702.
- Duplic, Welche Herr Frantz Ehrenreich Graf und Herr zu Trautmannsdorff, auf die vom Grafen Casati wider ihr vormahls unterm 22ten Aprill erlassenes Circular-Schreiben in Truck gegebne Replic übergeben haben. 1702
- Memorial, Welches Graf Trautmannsdorff, denen Löblichen mit Meyland verbundenen-Catholischen Orten übergeben haben. 1702
- Proposition, An die allhier versammlete Löbl. Catholische mit Meyland verbundene Orte. 1702.
- Schreiben, so dess kayserlichen Herrn Bottschaffters Frantz Ehrenreich Graffen und Herrns zu Trauttmansdorff Excellenz an samtbliche Cantonen, welche an jenem mit dem Herrtzogen von Anjou ernewert Meyländis. Capitulat keinen Theil genommen, erlassen haben. 1706.
- Copia-Schreiben, welches der Kayserliche Bottschaffter, (Titl.) Hr. Frantz Ehrenreich, Graff und Herr von Trautmausdorff [!], An das Löbl. Ort Zürch, nebst einem gleichen, An den Löbl. Stand Bern, unterm 7. Jenner 1709. ergehen lassen. 1709.